# Region Gotland
Region Gotland (officiellt Gotlands kommun) är en kommun med ett utökat ansvar för uppgifter som normalt hör till regioner. Kommunen har dessutom sedan 2011 ett regionalt utvecklingsansvar. I samband med detta började kommunen använda namnet Region Gotland i stället för det dock fortsatt officiella Gotlands kommun.
Öns näringsliv avviker markant från övriga län och i Sverige som helhet. Andelen sysselsatta inom jordbruket är högt, industrin lågt och tjänstenäringarna mycket högt.
Sedan 1970-talet har befolkningstrenden varit positiv. Sedan 1994 har kommunen haft borgerligt respektive rödgrönt styre varannan mandatperiod.

## Administrativ historik

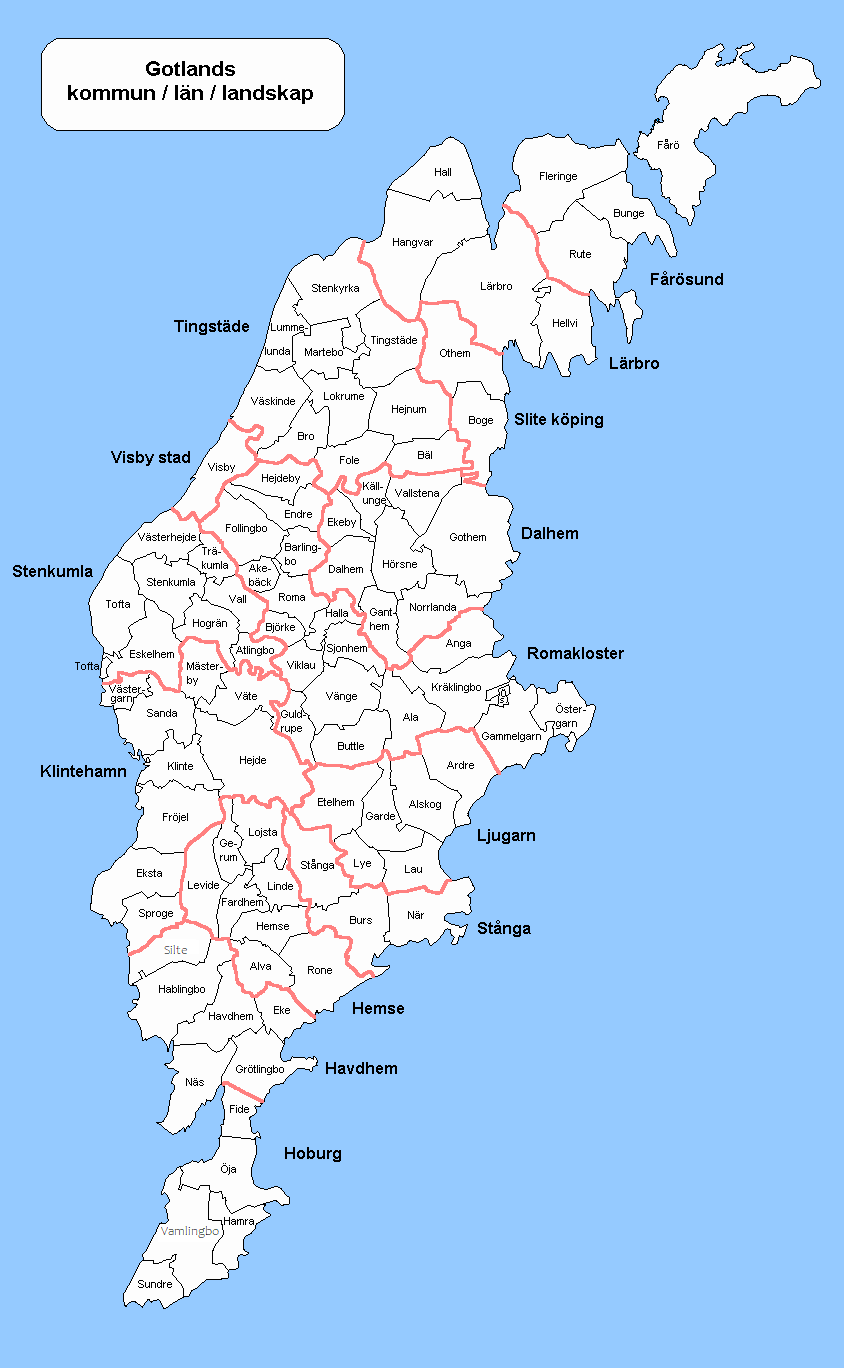
Socknar och kommunerna som fanns 1952–1970. Dess forna gränser markeras i rosa.

Regionen/kommunens område motsvarar samtliga socknar på Gotland samt Visby stad. I socknarna bildades vid kommunreformen 1862 landskommuner med motsvarande namn, och för Visby stad bildades en stadskommun.
Hemse municipalsamhälle inrättades 25 juni 1886 i Hemse landskommun. 1936 inkorporerades Visby landskommun i Visby stad och samma år ombildades Othems landskommun till Slite köping.
Vid kommunreformen 1952 bildades på ön tolv så kallade storkommuner: 
- Dalhem (av Dalhem, Ekeby, Ganthem, Gothem, Hörsne med Bara, Källunge, Norrlanda och Vallstena),
- Fårösund (av Bunge, Fleringe, Fårö och Rute),
- Havdhem (av Eke, Grötlingbo, Hablingbo, Havdhem, Näs och Silte),
- Hemse (av Alva, Fardhem, Gerum, Hemse, Levide, Linde, Lojsta, och Rone),
- Hoburg (av Fide, Hamra, Sundre, Vamlingbo och Öja),
- Klintehamn (av Västergarn, Sanda, Mästerby, Väte, Hejde, Klinte, Fröjel, Eksta och Sproge),
- Ljugarn (av Alskog, Ardre, Etelhems, Garde, Lau och Lye),
- Lärbro (av Hall, Hangvar, Hellvi och Lärbro),
- Romakloster (av Akebäck, Ala, Anga, Barlingbo, Björke, Buttle, Endre, Follingbo, Gammelgarn, Guldrupe, Halla, Hejdeby, Kräklingbo, Östergarn, Roma, Sjonhem, Vänge och Viklau),
- Stenkumla (av Atlingbo, Eskelhem, Hogrän, Tofta, Stenkumla, Träkumla, Vall, och Västerhejde),
- Stånga (av Burs, När och Stånga) samt
- Tingstäde (av Bro, Bäl, Fole, Hejnum, Lokrume, Lummelunda, Martebo, Stenkyrka, Tingstäde och Väskinde).

Boge landskommun gick samtidigt upp i Slite köping medan Visby stad förblev oförändrad. Hemse municipalsamhälle upplöstes med utgången av år 1958.  
Gotlands kommun bildades vid kommunreformen 1971 av Visby stad, Slite köping och de tolv landskommunerna Dalhem, Fårösund, Havdhem, Hemse, Hoburg, Klintehamn, Ljugarn, Lärbro, Romakloster, Stenkumla, Stånga och Tingstäde.
Kommunen ingår sedan bildandet 1971 i Gotlands domsaga.

## Geografi
Region Gotland omfattar landskapet Gotland och Gotlands län, vilket innebär ön Gotland med omkringliggande öar, av vilka de viktigaste är Fårö, Stora Karlsö, Lilla Karlsö och Gotska Sandön.

### Topografi och hydrografi
Områdets berggrundsförhållanden formar kommunens horisontala och vertikala samt enskilda landformer. Detta medför att kommunen får en för riket unik topografi. Den genomgående låga landytan, som till största  delen ligger under 30 meter över havet, är flack. Berggrundslagrens stupning gör att den platåartade ytan har en svag sydöstlig lutning. Hög respektive låg terräng beror av  bergarternas varierande motståndskraft mot nedbrytning. Zonerna med hård kalksten når 40–70 meter över havet, varav det ena löper över ön från Tofta till Fårö och det andra från Klinte till Östergarn. I det senare nämnda stråket finns öns högsta punkt i Lojsta som når 82 meter över havet samt Lilla Karlsö som når 66 meter över havet. Stora Karlsö når 56 meter över havet. I de stråk där ytbergarter utgörs av den mjukare, leriga märgelstenen  ligger betydligt lägre. Längs kustområdet i nordväst finns en hög och rak brantkust, så kallad klintkust, detta genom lagerstupningen hos öns sedimentära berggrund. Längs kustområdet i öster är kusten låg och kustlinjen flikig, utanför kustområdet har det bildats avsatser i havsbottnen så kallade pallar, vilka avgränsas utåt av undervattensklintar. På strandplanet har erosion och vittring isolerat 50–150  meter breda raukar som, liksom grottorna, har fått stor uppmärksamhet. Dessa återfinns ofta samlade i fält, så som vid Irevik och på Lilla Karlsö. På Fårö, men också på ett flertal andra platser, finns klapperstensfält.
Ett annat utmärkande drag för Gotland är strandvallar från olika stadier i Östersjöns historia. Exempel är ancylusvallarna som i norr når 45 meter över havet och i söder 19 meter över havet. På lägre nivå påträffas littorinavallar där även de flesta raukarna finns. Bland fenomen som uppstått under ancylustid återfinns den stora rauken Hoburgsgubben i söder liksom ett flertal  grottor, däribland Stora förvar på Stora Karlsö. Torsburgen och Klinteberget, vilka når  68 respektive 53 meter över havet, är exempel på inlandsklintar. Generellt består det tunna jordtäcket av kalkhaltig moränlera, även om torvjord och sand förekommer. Sand förekommer dock mest längs kusterna. Gotska Sandön är helt uppbyggd av sandackumulationer. Som en följd av den flacka topografin och kalkstenens genomsläpplighet saknas större vattendrag saknas på Gotland, vilket gjort att det bildats underjordiska lopp och karster, exempelvis vid Lummelunda med dess kända grottsystem.
Nedan presenteras andelen av den totala ytan 2020 i kommunen jämfört med riket.
|  | Bebyggelse (5,5 %) |

|  | Skog (43,8 %) |

|  | Öppen myrmark (2,4 %) |

|  | Jordbruksmark (35,5 %) |

|  | Övrig mark (12,9 %) |

|  | Bebyggelse (3,1 %) |

|  | Skog (68,0 %) |

|  | Öppen myrmark (7,2 %) |

|  | Jordbruksmark (7,4 %) |

|  | Övrig mark (14,3 %) |

### Klimat
Öns tempererade klimat har en maritim prägel givet Gotlands läge. Exempelvis är februari den kallaste månaden, med en medeltemperaturen på −1 °C, och juli är den varmaste månaden med temperaturer på 16–17 °C. Hösten är utpräglat mild.
I genomsnitt är årsnederbörden 525 mm, varav 50 mm faller varje månad från juli till och med januari. Totalt har ön 135–150 dagar med nederbörd varje år och 70 dagar med snötäcke. Omkring 15 procent av den totala årsnederbörden utgörs av snö. Endast på den centrala delen av kommunen når snödjupet ca 20 cm i genomsnitt. Över året har ön 2 100 timmar eller 47,5 procent av det teoretiskt möjliga antalet soltimmar, vilket är jämförelsevis högt.

### Naturskydd
År 2022 fanns en nationalpark i kommunen, Gotska Sandön som är Östersjöns ensligaste plats. Förutom ett antal kulturarv trivs insekter i området. En del av dessa har hittats på ön för första gången och några har också sin enda kända nordiska förekomst här, däribland sju skalbaggsarter. Därtill planerades för en till, Bästeträsk, som inkluderar alvarmarker, karsthällar, våtmarker, kust, sjöar och gamla skogar. Samma år, 2022, fanns 155 naturreservat i Gotlands kommun, varav Galgberget och Södra hällarna förvaltas av regionen.

### Administrativ indelning
Fram till 2016 var kommunen för befolkningsrapportering indelad i 36 församlingar inom Svenska kyrkan som tillhör Visby stift.
| De 36 församlingarna på Gotland |
| --- |
| - Akebäcks församling - Alva, Hemse och Rone församling - Barlingbo församling - Björke församling - Bunge, Rute och Fleringe församling - Dalhems församling - Eksta församling - Endre församling - Fardhems församling - Fröjels församling - Follingbo församling - Forsa församling - Fårö församling - Garde församling - Gerums församling - Gothems församling - Havdhems församling - Hejde församling - Hejdeby församling - Hoburgs församling - Klinte församling - Levide församling - Linde församling - Lojsta församling - När-Lau församling - Othem-Boge församling - Roma församling - Sanda, Västergarn och Mästerby församling - Sproge församling - Stenkumla församling - Stenkyrka församling - Stånga-Burs församling - Visby domkyrkoförsamling - Vänge församling - Väskinde församling - Väte församling - Östergarns församling |

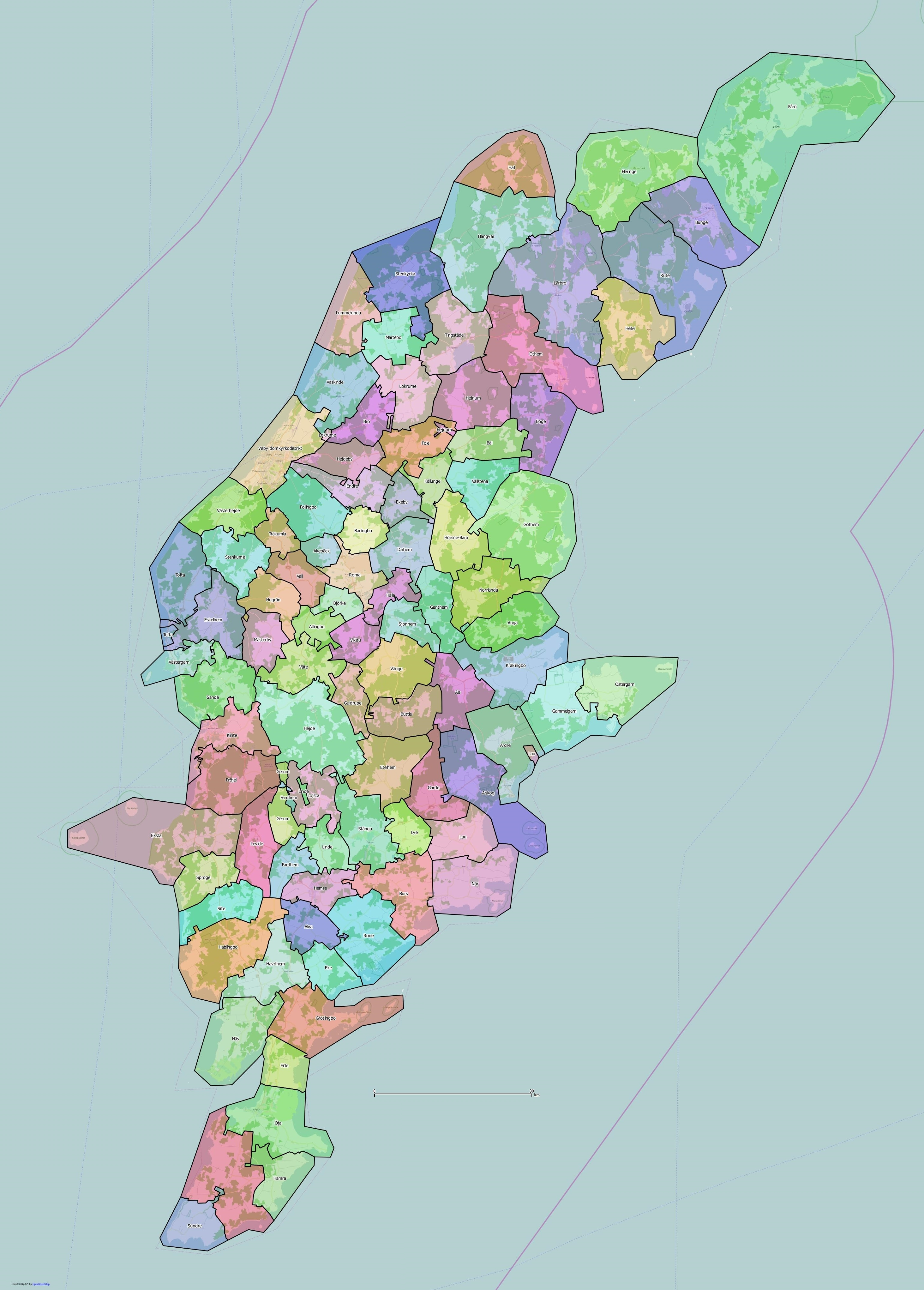
Distrikt inom Gotlands kommun.

Från 2016 indelas kommunen i 93 distrikt.
| De 93 distrikten på Gotland |
| --- |
| - Akebäck - Ala - Alskog - Alva - Anga - Ardre - Atlingbo - Barlingbo - Björke - Boge - Bro - Bunge - Burs - Buttle - Bäl - Dalhem - Eke - Ekeby - Eksta - Endre - Eskelhem - Etelhem - Fardhem - Fide - Fleringe - Fole - Follingbo - Fröjel - Fårö - Gammelgarn - Ganthem - Garde - Gerum - Gothem - Grötlingbo - Guldrupe - Hablingbo - Hall - Halla - Hamra - Hangvar - Havdhem - Hejde - Hejdeby - Hejnum - Hellvi - Hemse - Hogrän - Hörsne-Bara - Klinte - Kräklingbo - Källunge - Lau - Levide - Linde - Lojsta - Lokrume - Lummelunda - Lye - Lärbro - Martebo - Mästerby - Norrlanda - När - Näs - Othem - Roma - Rone - Rute - Sanda - Silte - Sjonhem - Sproge - Stenkumla - Stenkyrka - Stånga - Sundre - Tingstäde - Tofta - Träkumla - Vall - Vallstena - Vamlingbo - Viklau - Visby domkyrkodistrikt - Vänge - Väskinde - Västergarn - Västerhejde - Väte - Öja - Östergarn |

### Tätorter
Det finns 18 tätorter i Gotlands kommun. Centralorten är i fet stil.
I tabellen presenteras tätorterna i storleksordning efter befolkning 31 dec 2015.
| Nr |
| -- |
| 1  |
| 2  |
| 3  |
| 4  |
| 5  |
| 6  |
| 7  |
| 8  |
| 9  |
| 10 |
| 11 |
| 12 |
| 13 |
| 14 |
| 15 |
| 16 |
| 17 |
| 18 |

| Tätort             | Befolkning |
| ------------------ | ---------- |
| Visby              | 23 402     |
| Vibble             | 1 709      |
| Hemse              | 1 668      |
| Klintehamn         | 1 490      |
| Roma (Romakloster) | 1 198      |
| Slite              | 946        |
| Fårösund           | 829        |
| Tofta              | 627        |
| Norra Visby        | 551        |
| Österby            | 527        |
| Lärbro             | 423        |
| Själsö             | 397        |
| Västerhejde        | 372        |
| Väskinde           | 337        |
| Burgsvik           | 335        |
| Stånga             | 335        |
| Havdhem            | 270        |
| Tingstäde          | 229        |

### Postadress
Följande ortnamn är postorter inom Gotlands kommun:
| - Burgsvik - Dalhem - Fårö - Fårösund | - Gotlands Tofta - Havdhem - Hemse | - Katthammarsvik - Klintehamn - Ljugarn | - Lärbro - Romakloster - Slite | - Stånga - Tingstäde - Visby |

Postnummerområdets nummer är 62 och samtliga postnummer ligger i serien 621 00 - 624 70.

## Styre och politik
Styrande organ benämns efter beslut 27 januari 2011 regionstyrelsen respektive regionfullmäktige.

### Styre
Mandatperioden 2010 till 2014 styrdes kommunen av de rödgröna, vilka fortsatte styra efter valet 2014. Dessa aviserade att en  nyckelfråga under mandatperioden var befolkningstillväxt, genom ett "blomstrande näringsliv och en stark välfärd". Andra viktiga frågor ansågs vara en "kryssningskaj och en ny gymnasieskola och skapandet av ett grönt centrum på Lövsta".
Efter valet 2018 styrs området av Alliansen i en minoritetskoalition. Detta innebar att Sverigedemokraterna fick en vågmästarroll.
| År        | Partier | Partier | Partier | Partier | Partier | Partier |
| --------- | ------- | ------- | ------- | ------- | ------- | ------- |
| 1994–1998 | S       | V       | MP      |         |         |         |
| 1998–2002 | M       | L       | C       | KD      | GGF     |         |
| 2002–2006 | S       | V       | MP      |         |         |         |
| 2006–2010 | M       | L       | C       | KD      |         |         |
| 2010–2014 | S       | V       | MP      |         |         |         |
| 2014–2018 | S       | V       | MP      |         |         |         |
| 2018–2022 | C       | M       | L       | KD      |         |         |
| 2022–     | S       | M       |         |         |         |         |

### Regionfullmäktige
Regionfullmäktige på Gotland har 71 ledamöter, vilka sammanträder på Visborg. Regionfullmäktige hanterar både de ärenden som i andra kommuner ligger under kommunfullmäktige och det som i andra län ligger under regionfullmäktige. Därtill har regionfullmäktige även ansvar för det  regionala utvecklingsansvaret.

#### Presidium
| Presidium 2022–2026    | Presidium 2022–2026 | Presidium 2022–2026 |
| ---------------------- | ------------------- | ------------------- |
| Ordförande             | M                   | Inger Harlevi       |
| Förste vice ordförande | S                   | Christer Engelhardt |
| Andre vice ordförande  | C                   | Gunnel Lindby       |

Källa:

#### Mandatfördelning 1970–2022
| 29 | 33 | 9 |

| 63 |

| 28 | 33 | 10 |

| 58 | 13 |

|  | 27 | 27 | 6 | 10 |

| 52 | 19 |

| 4 | 27 | 23 | 6 | 11 |

| 52 | 19 |

| 4 | 30 |  | 19 | 4 | 13 |

| 49 | 22 |

| 4 | 28 | 3 | 18 | 7 | 11 |

| 49 | 22 |

| 4 | 28 | 6 | 19 | 5 | 9 |

| 44 | 27 |

| 4 | 25 | 4 | 3 | 18 | 4 |  | 11 |

| 46 | 25 |

| 4 | 30 | 5 | 4 | 15 |  | 11 |

| 41 | 30 |

| 7 | 23 | 4 | 3 | 15 | 3 | 3 | 13 |

| 39 | 32 |

| 8 | 28 | 4 | 13 | 4 | 3 | 11 |

| 40 | 31 |

| 7 | 24 | 4 | 17 | 4 |  | 14 |

| 40 | 31 |

| 6 | 24 | 7 | 15 | 4 | 15 |

| 35 | 36 |

| 7 | 21 | 8 |  | 3 | 14 | 4 | 13 |

| 38 | 33 |

| 7 | 18 | 4 |  | 6 | 18 | 3 |  | 11 |

| 38 | 33 |

| 6 | 23 | 4 | 8 | 13 |  |  | 13 |

| 37 | 34 |

### Nämnder

#### Regionstyrelse
Regionstyrelsen i Region Gotland har 15 ledamöter vars uppdrag är att förbereda samtliga ärenden som ska avgöras av regionfullmäktige och utarbeta ett förslag till budget. Vidare ska regionstyrelsen, inom sig, utse ett arbetsutskott bestående av sju ledamöter. Arbetsutskottet uppgift är att förbereda ärenden som ska behandlas i regionstyrelsen.
| Presidium 2022–2026    | Presidium 2022–2026 | Presidium 2022–2026 |
| ---------------------- | ------------------- | ------------------- |
| Ordförande             | S                   | Meit Fohlin         |
| Förste vice ordförande | M                   | Andreas Unger       |
| Andre vice ordförande  | C                   | Eva Nypelius        |

Källa:

#### Övriga nämnder
| Nämnd                                 | Ordförande | Ordförande            | Vice ordförande | Vice ordförande      | Andre vice ordförande | Andre vice ordförande |
| ------------------------------------- | ---------- | --------------------- | --------------- | -------------------- | --------------------- | --------------------- |
| Hälso- och sjukvårdsnämnden           | S          | Filip Reinhang        | M               | Mikael Blad          | C                     | Eva Ahlin             |
| Miljö- och byggnämnden                | M          | Anders Unger          | S               | Thomas Karlström     | C                     | Lars Thomsson         |
| Gymnasie- och vuxenutbildningsnämnden | M          | Rolf Öström           | S               | Aino Friberg Hansson | C                     | Anna Andersson        |
| Barn- och utbildningsnämnden          | S          | Oscar Lindster        | M               | Lina Runander        | C                     | Hans Berglund         |
| Socialnämnden                         | S          | Håkan Ericsson        | M               | Andreas Vall         | C                     | Johan Malmros         |
| Tekniska nämnden                      | M          | Mariette Nicander     | S               | Tommy Gardell        | C                     | Ulf Gahne             |
| Patientnämnden                        | S          | Jessica Palmgren      | C               | Yvonne Ahlgren       |                       |                       |
| Överförmyndarnämnden                  |            | Susanne Lindström (S) | C               | Reimer Thomsson (M)  |                       |                       |
| Valnämnden                            | S          | Eleonore Hemström     | C               | Arne Josefsson       |                       |                       |

### Internationella relationer
Sedan urminnes tider kännetecknas Gotland av mångsidiga internationella kontakter. Sedan 1960-talet har kulturutbytet stegvis ökat och numer deltar kommun i ett stort antal internationella nätverk och projekt "som ofta sker i olika samverkansformer mellan kommunen, staten och en mångfald av fria organisationer". Kommunen ska, enligt det fastställda målsättningsarbetet vara en kulturmötesplats. Som en del av detta finns samarbete med ett flertal vänorter:
- Tukums, Lettland
- Lübeck, Tyskland
- Rhodos, Grekland
- Ösels kommun (est: Saaremaa), Estland

Andra typer av internationella samarbeten är Östersjöns författar- och översättarcentrum (1992), Baltic art Center (1999) och Visby Internationella Tonsättarcentrum (2001). Genom det svenska EU-medlemskapet har det blivit vanligare att kultursamarbetet inkluderar hela Europa och att man söker stöd för detta hos EU.

## Ekonomi och infrastruktur

### Näringsliv

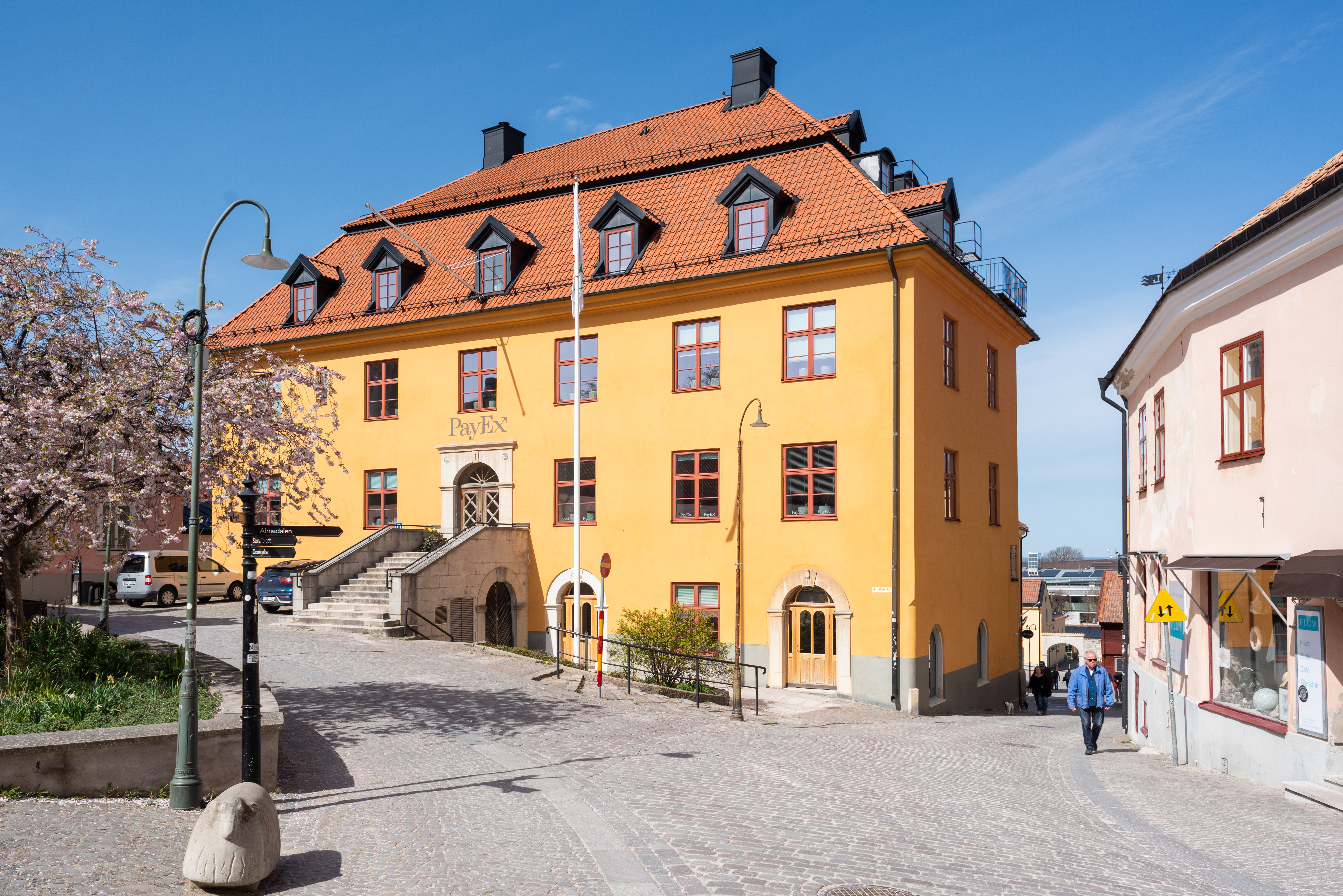
Payex kontor i Visby.

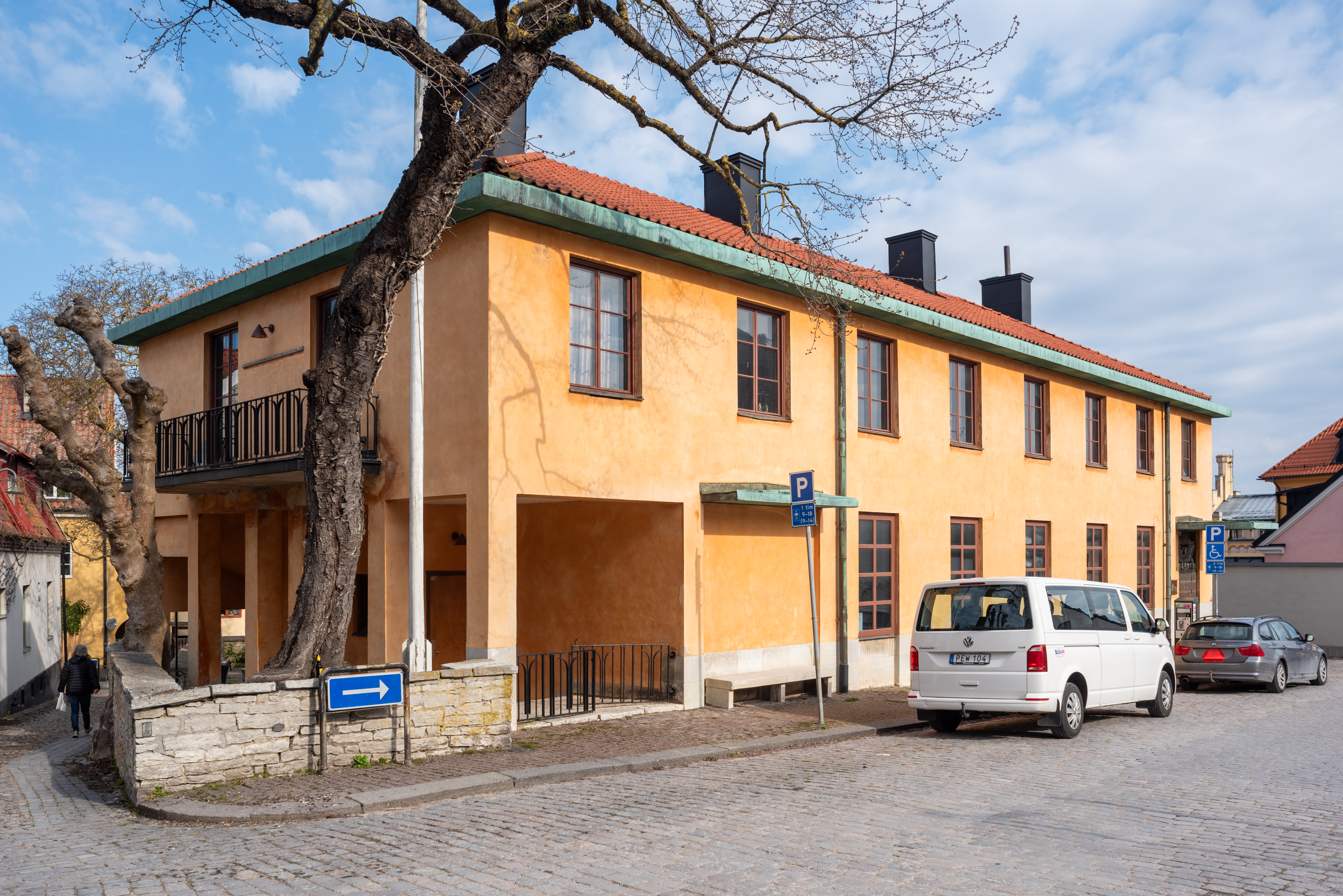
Riksbankens tidigare lokalkontor i Visby.

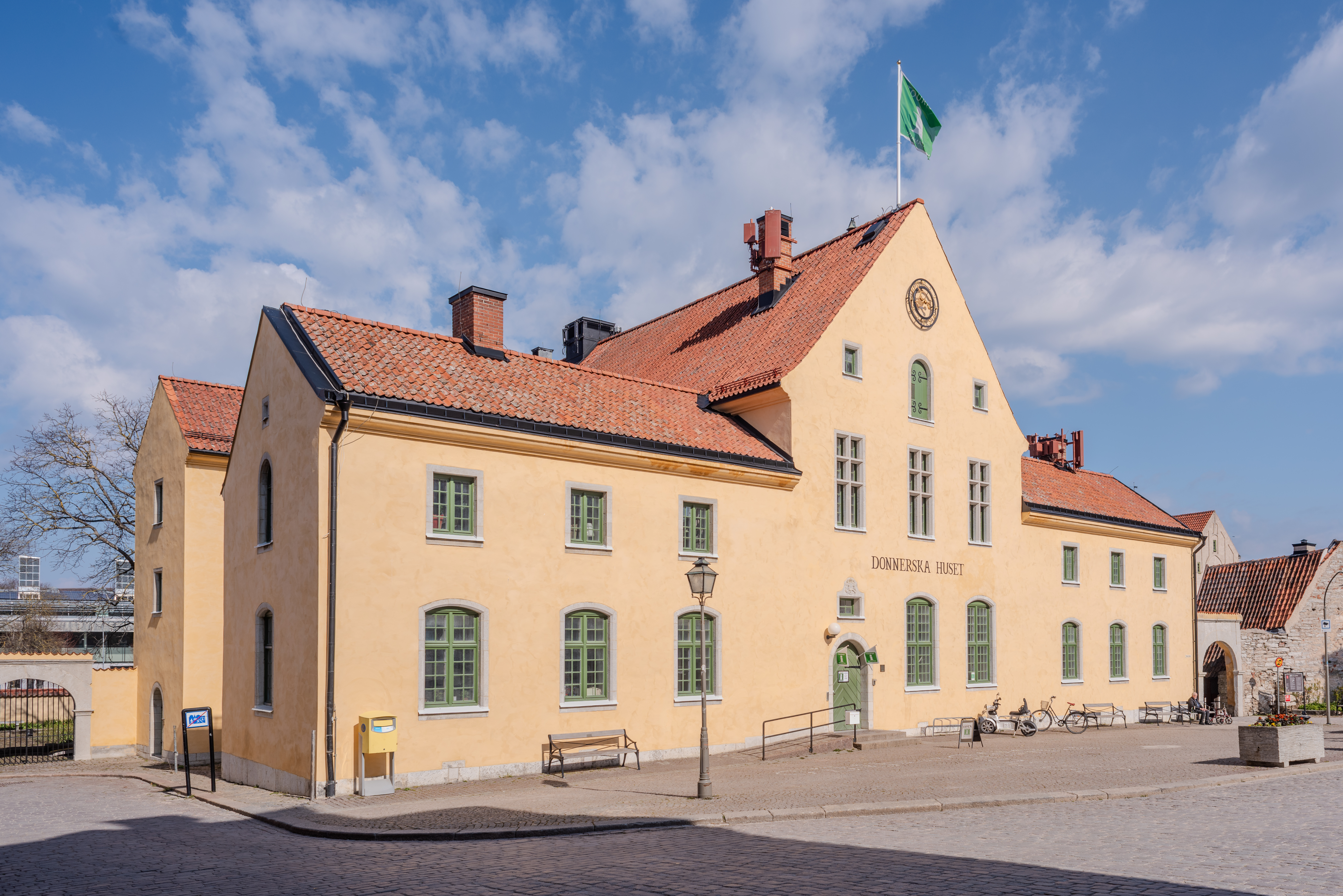
Donnerska huset i Visby som bland annat innehåller Gotlands turistbyrå.

Öns näringsliv avviker markant från övriga län och i Sverige som helhet. Exempelvis var  andelen sysselsatta inom jordbruket i början av 2020-talet sju procent på Gotland medan motsvarande siffra för Sverige var två procent. Samtidigt var andelen industrisysselsatta lägre, knappt 10 procent. Tjänstesektorn var dock nästan lika stor som i riket i dess helhet. Ungefär hälften av den förvärvsarbetande befolkningen arbetade i Visby och dess närhet.

#### Jordbruk
En av öns basnäringar är jordbruket, en sektor som också utgör grunden för en betydande livsmedelsindustri. Animalieprodukter, mjölk-, nötkött- och svinproduktion, utgjorde den huvudsakliga inkomstkällan för jordbrukarna i början av 2020-talet. Därutöver finns en stor fårstam på Gotland. Åkermark utgör 25 procent av öns landareal och den används  främst för odling av vallväxter, fodersäd och brödsäd. Utöver detta odlas även sockerbetor, matpotatis, oljeväxter och trädgårdsprodukter. Strukturomvandlingen, som pågått de senaste årtiondena, har medfört att antalet jordbruksföretag har minskat kraftigt. Ungefär 50 procent av jordbruksföretagarna har även någon annan typ av sidosysselsättning.

#### Industri
Ett stort antal små företag utgör större delen av områdets tillverkningsindustri. Dessa baserar ofta tillverkningen på lokala råvaror såsom trä, sten och ull. Bland större företag återfinns cementfabriken Cementa AB, kalkfabriken Nordkalk AB samt Gotlands slagteri.

#### Tjänster och turism
Omkring 70 procent av de förvärvsarbetande i kommunen var i början av 2020-talet sysselsatta inom tjänstesektorn, en sektor som fördubblats under de senaste 30 åren. Stora arbetsgivare inom tjänstesektorn är Visby lasarett och övriga förvaltningar, som är den dominerande arbetsgivaren på ön. Andra större arbetsgivare var Destination Gotland, AB Svenska Spel och Payex Finans AB.
Även turismen var viktig för näringslivet i kommunen, då ön årligen besöks av cirka 800 000 turister, varav en majoritet var svenskar. I huvudsak är det öns säregna natur, otaliga historiska minnesmärken och sina inbjudande badstränder, som lockar turister.

### Infrastruktur

#### Transporter
År 1960 lades den sista av Gotlands järnvägar ned, därför omfattar kollektivtrafiken endast bussförbindelser. Till Nynäshamn och Oskarshamn går dagliga färjeförbindelser från Visby. Handelshamnar finns exempelvis i Visby, Klintehamn, Kappelshamn, Slite och Fårösund. Reguljär flygtrafik till Stockholm, Göteborg och Ängelholm går från Visby.

#### Sjukvård

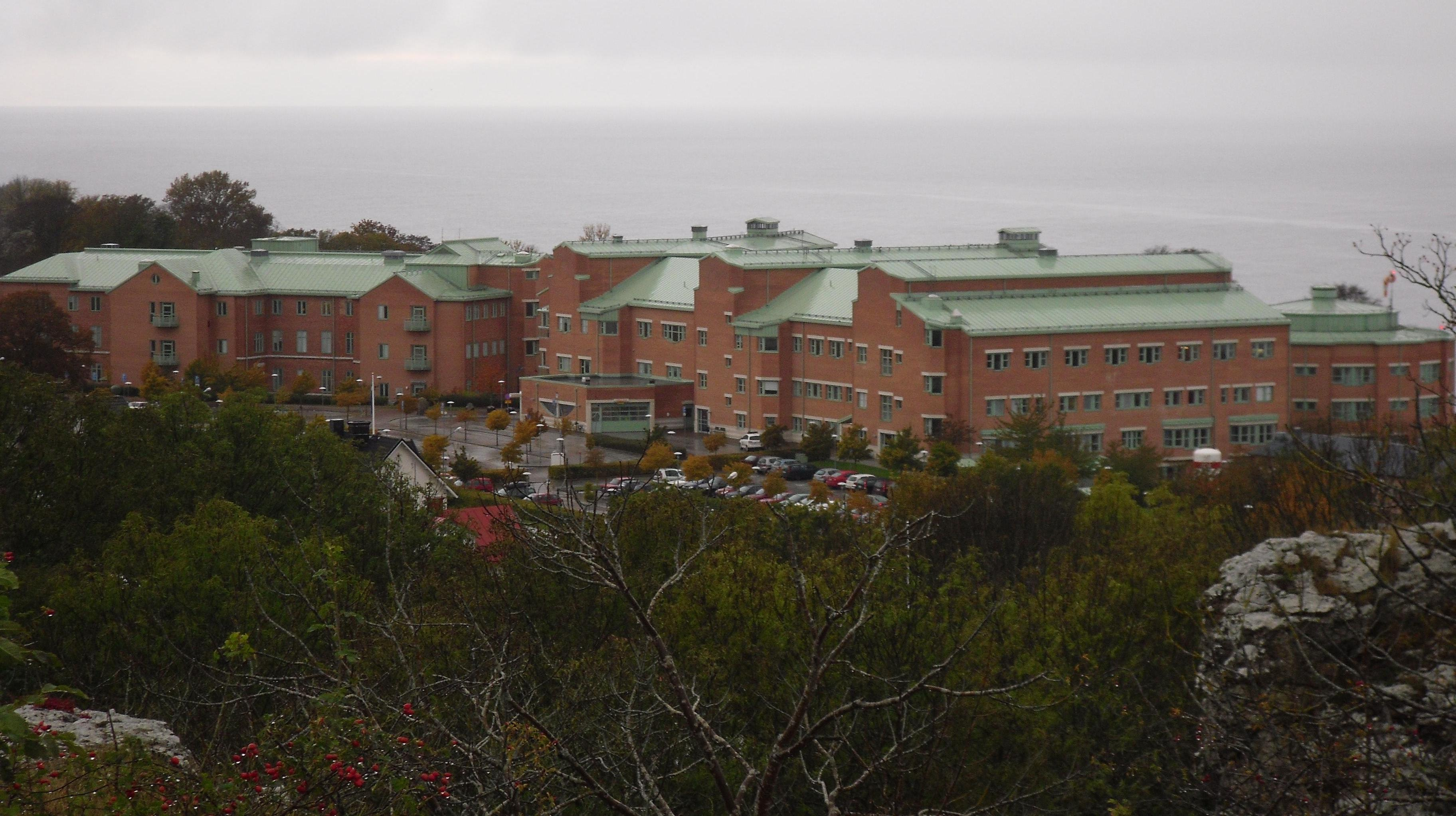
Visby lasarett sett från Galgberget.

Vid Helgeand på Norra kyrkogatan inrättades på 1840-talet ett lasarett. Visbys och Gotlands enda akutsjukhus idag är Visby lasarett som öppnades vid Strandgärdet den 10 februari 1903. Hälso- och sjukvården sköts av Hälso- och sjukvårdsförvaltningen som styrs av Hälso- och sjukvårdsnämnden inom Region Gotland. Inom förvaltningen fanns 2011 cirka 1 300 medarbetare och där finns i stort sett alla specialiteter som medicin, kirurgi, infektion, ögon, öron, barn, förlossning, gyn, ortopedi, operation, intensivvård, psykiatri, habilitering, rehabilitering, tandvård och primärvård. Genom Visby lasaretts ställning som länssjukhus är resurserna dimensionerade för att klara de flesta specialiteter inom somatisk akut- och korttidsvård. Under 1970- och 1980-talet var frågan om byggande av nytt sjukhus föremål för omfattande diskussion. Kommunstyrelsen fattade 1990 beslut om byggstart för Förnyelse av Visby Lasarett. Beslutet innebar att Gotland skulle få ett modernt sjukhus med i princip samma bredd på utbudet av medicinska specialiteter som tidigare. Förnyelsen skedde i tre etapper mellan 1990 och 1997. Gotlands enda akutsjukhus är Visby lasarett. Vid behov av specialistvård har kommunen även avtal med andra regioner på fastlandet, i huvudsak med Region Stockholm. Patienter kan transporteras akut med kommunens ambulanshelikopter.
Tillsammans med Stockholms län utgör Gotland Stockholms sjukvårdsregion, där Karolinska universitetssjukhuset är regionsjukhus.
Vårdcentraler återfinns i Slite, Hemse och Klintehamn samt på tre platser i Visby. Dessutom sker viss rådgivning genom 1177 Vårdguiden.
Folktandvården på Gotland bedrivs av Region Gotland. Tandvårdskliniker finns på flera platser i kommunen, medan tandreglering, tandtekniskt laboratorium och käkkirurgi finns i Visby. Den käkkirurgiska verksamheten finns på Visby lasarett. Under 2006 kommer käkkirurgiska kliniken tillsammans med andra kliniker och specialiteter bilda Mun- och käkcentrum vid lasarettet.

## Befolkning

### Demografi

#### Befolkningsutveckling
Kommunen har 61 005 invånare (31 mars 2025), vilket placerar den på 39:e plats avseende folkmängd bland Sveriges kommuner. Gotlands befolkning har för första gången passerat 60 000 invånare år 2020. Detta efter att befolkningen i princip varit oförändrad mellan 1990 och 2015.
| Befolkningsutvecklingen i Gotland 1970–2020 | Befolkningsutvecklingen i Gotland 1970–2020 | Befolkningsutvecklingen i Gotland 1970–2020 | Befolkningsutvecklingen i Gotland 1970–2020 | Befolkningsutvecklingen i Gotland 1970–2020 |
| ------------------------------------------- | ------------------------------------------- | ------------------------------------------- | ------------------------------------------- | ------------------------------------------- |
|                                             |                                             |                                             |                                             |                                             |
| År                                          |                                             |                                             | Folkmängd                                   |                                             |
| 1970                                        | 1970                                        |                                             | 53 722                                      |                                             |
| 1975                                        | 1975                                        |                                             | 54 400                                      |                                             |
| 1980                                        | 1980                                        |                                             | 55 346                                      |                                             |
| 1985                                        | 1985                                        |                                             | 56 144                                      |                                             |
| 1990                                        | 1990                                        |                                             | 57 108                                      |                                             |
| 1995                                        | 1995                                        |                                             | 58 120                                      |                                             |
| 2000                                        | 2000                                        |                                             | 57 313                                      |                                             |
| 2005                                        | 2005                                        |                                             | 57 488                                      |                                             |
| 2010                                        | 2010                                        |                                             | 57 269                                      |                                             |
| 2015                                        | 2015                                        |                                             | 57 391                                      |                                             |
| 2020                                        | 2020                                        |                                             | 60 124                                      |                                             |

#### Utländsk bakgrund
Den 31 december 2014 utgjorde antalet invånare med utländsk bakgrund (utrikes födda personer samt inrikes födda med två utrikes födda föräldrar) 3 685, eller 6,44 % av befolkningen (hela befolkningen: 57 255 den 31 december 2014).

#### Invånare efter de vanligaste födelseländerna
Den 31 december 2014 utgjorde folkmängden i Region Gotland 57 255 personer. Av dessa var 3 037 personer (5,3 %) födda i ett annat land än Sverige. I denna tabell har de nordiska länderna samt de 12 länder med flest antal utrikes födda (i hela riket) tagits med. En person som inte kommer från något av de här 17 länderna har istället av Statistiska centralbyrån förts till den världsdel som deras födelseland tillhör.
| Födelseland      | Födelseland                       | Födelseland |
| ---------------- | --------------------------------- | ----------- |
| 31 december 2014 |                                   |             |
| 1                | Sverige                           | 54 218      |
| 2                | Europeiska unionen: Övriga länder | 464         |
| 3                | Finland                           | 438         |
| 4                | Asien: Övriga länder              | 319         |
| 5                | Thailand                          | 204         |
| 6                | Tyskland                          | 174         |
| 7                | Afrika: Övriga länder             | 167         |
| 8                | Polen                             | 140         |
| 9                | Europa utom EU: Övriga länder     | 138         |
| 10               | Irak                              | 135         |
| 11               | Sydamerika                        | 127         |
| 12               | Norge                             | 118         |
| 13               | Nordamerika                       | 113         |
| 14               | Danmark                           | 95          |
| 15               | Turkiet                           | 61          |
| 16               | Afghanistan                       | 55          |
| 17               | Syrien                            | 49          |
| 18               | Iran                              | 48          |
| 19               | Sovjetunionen                     | 35          |
| 20               | Kina                              | 33          |
| 21               | / SFR Jugoslavien/FR Jugoslavien  | 32          |
| 21               | Somalia                           | 32          |
| 23               | Bosnien och Hercegovina           | 27          |
| 24               | Oceanien                          | 24          |
| 25               | Island                            | 8           |
| 26               | Okänt födelseland                 | 1           |

## Kultur

### Museum

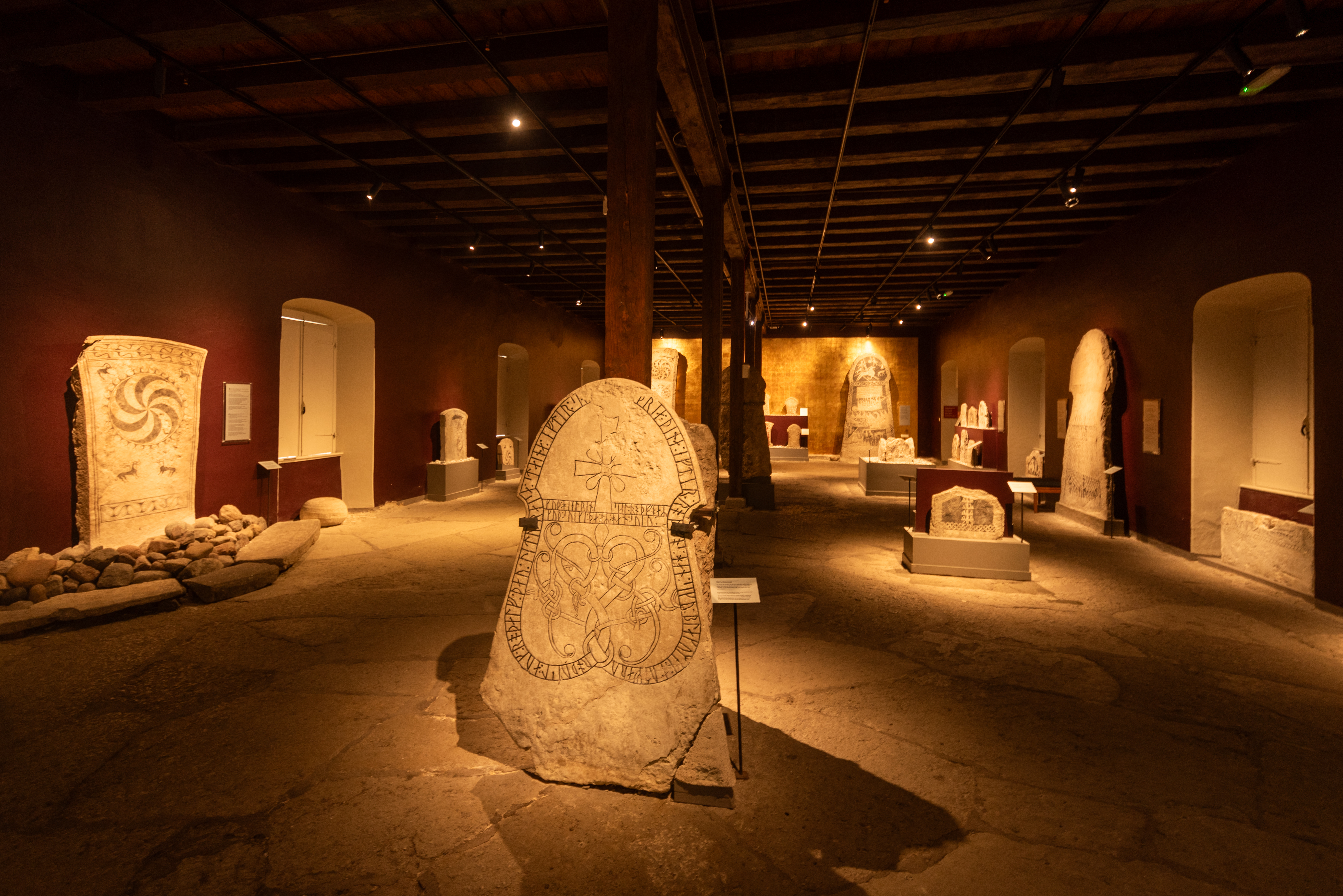
Bildstenssalen i Gotlands museum.

Föreningen Gotlands fornvänner driver Gotlands museum vars syfte är att tillgängliggöra "Gotlands konst, historia samt natur- och kulturarv för gotlänningar och besökare från hela världen". Museet besöks årligen av ca 350 000 personer. Gotlands Museum inkluderar kulturhistoriska museet Fornsalen, Gotlands konstmuseum, Magasin Visborg och Svahnströmska rummet. På  landsbygden förvaltar museet museigårdarna Norrbys, Kattlunds och Petes. Dessutom är Gotlands Museum majoritetsägare med ett särskilt ansvar för friluftsmuseet Bungemuseet AB.

### Kulturarv
Sedan 1995 är Hansestaden Visby upptagen på Unescos världsarvslista. Den före detta vikingaplatsen var hanseförbundets huvudcentrum i Östersjön från 1100- till 1300-talet. Området är den bäst bevarade befästa handelsstaden i norra Europa.

### Konstarter

### Kommunvapen
Blasonering: I rött fält en stående vädur av silver med beväring av guld, förande ett på korsstav av guld fästat rött baner med bård och fem flikar av guld.
Vid kommunbildningen 1971 fanns, trots den stora mängden tidigare kommuner, endast ett kommunalt vapen, det för Visby stad med ett gudslamm (Agnus Dei) i rött fält. Den nya kommunen valde att utforma Gotlands kommunvapen på samma sätt som landskapet och länet, men med stadens röda färg på fältet för att skilja dem åt.